# Жданов, Юлий Петрович
Ю́лий Петро́вич Жда́нов (21 ноября (3 декабря) 1877, Екатеринодар, Российская империя — 19 декабря 1940, Харбин) — русский архитектор, работавший в Харбине.

## Биография
Родился 21 ноября 1877 года в Екатеринодаре в семье городского инженера.
Окончил Псковское реальное училище и поступил в Петербургский Николаевский институт гражданских инженеров, который окончил в 1903 году.
Был распределён на службу в МИД Российской империи и, после короткого пребывания в Ростове, был командирован в Харбин, в технический отдел Службы пути управления Китайско-Восточной железной дороги (КВЖД). Заведовал строительством и эксплуатацией здания Управления КВЖД, железнодорожного собрания в Новом городе (район Харбина).
В 1906 году получил должность помощника руководителя строительством Харбина, а в 1914 году стал начальником городского Харбинского участка. Под его надзором осуществлялось мощение городских улиц, прокладывался водопровод, здания обеспечивались современными системами пожарной безопасности.
После революции остался в Харбине. В 1921 году уволился с КВЖД и принял приглашение стать председателем строительной комиссии в городском управлении Харбина. С 1926 по 1931 год служил главным инженером поселкового управления в Харбине.
Скончался 19 декабря 1940 года в Харбине. В знак особого уважения к покойному, городские власти разрешили похоронить заслуженного архитектора на закрытом Старом кладбище, недалеко от построенной по его проекту Покровской церкви.

## Творчество
Внёс большой вклад в увековечивание памяти героев Русско-японской войны. С 1909 по 1913 год им было построено несколько мемориальных сооружений, памятных знаков и часовен в разных городах и поселках Маньчжурии, среди которых выделяется небольшой храм-памятник Христа Спасителя (1912) на русском кладбище в Мукдене по эскизу великого князя Петра Николаевича.
В 1912 году по его проекту был построен особняк богатого чаеторговца И. Ф. Чистякова. Расположенное на Вокзальном проспекте, это изящное двухэтажное здание в эклектическом стиле, украшенное эффектной угловой башней с куполом, приобрело славу самого красивого частного дома Харбина. Три года спустя Жданов построил на улице Участковой монументальное здание Японской гимназии в стиле модерн (за эту работу он получил премию от императора Японии), Одновременно архитектор продолжал работать и в России — так, в 1910 г. он победил в конкурсе на проект здания Управления Владикавказской железной дороги в Нахичевани (совместно с техником Н. С. Нестеровым, 1-е место) и участвовал в строительстве железнодорожного вокзала во Владивостоке.
| Город  | Объект                                 | Год  | Фото | Адрес                                        | Комментарии |
| ------ | -------------------------------------- | ---- | ---- | -------------------------------------------- | --- |
| Мукден | Храм-памятник Христа Спасителя         | 1912 |      |                                              | |
| Харбин | Особняк чаеторговца И. Ф. Чистякова    | 1912 |      | ул. Хунцзюнь, 124 (быв. Вокзальный проспект) | |
| Харбин | Японская гимназия                      | 1915 |      | (быв. ул. Участковая)                        | |
| Харбин | Доходный дом В. Д. Мееровича           | 1921 |      | (быв. Большой проспект)                      | |
| Харбин | Дом Н. В. Водянского                   |      |      |                                              | |
| Харбин | Особняк Сеодзи                         |      |      |                                              | |
| Харбин | Японское консульство                   | 1924 |      | (быв. Вокзальный проспект)                   | Первоначально было харбинским отделением Южно-Маньчжурской железной дороги |
| Харбин | Японско-Китайский клуб                 | 1928 |      | (быв. Нагорный проспект)                     | |
| Харбин | Покровская церковь                     | 1930 |      |                                              | |
| Харбин | Соборная мечеть (или татарская мечеть) | 1937 |      | (быв. Артиллерийская ул., д. 58)             | Другое название «дада сыюань», что в дословном переводе «татарский храм». Мечеть была построена на месте старой мечети (1906—1922 гг.) в честь 1000-летия принятия ислама булгарами. |

## Семья
- Жена — Людмила Рудольфовна Жданова; переехала к мужу в Харбин в 1905 году.